# Partido Federal Progresista
El Partido Federal Progresista (PFP) —en inglés, Progressive Federal Party, y en afrikáans, Progressiewe Federale Party— fue un partido político de Sudáfrica formado en 1977. Abogaba por el reparto del poder en el país a través de una Constitución federal, en lugar del apartheid entonces imperante. Su líder fue Colin Eglin, que más tarde fue sustituido por Frederik van Zyl Slabbert y Zach de Beer, pero la representante más conocida de esta formación fue la parlamentaria Helen Suzman, que durante muchos años había sido la única miembro de raza blanca en el Parlamento sudafricano que se oponía abiertamente al apartheid y los abusos del régimen racista.

## Nacimiento
El PFP se formó en 1977 mediante la fusión del Partido Reformista Progresista con el Comité de Oposición Unida, un grupo que se había escindido del Partido Unido por su ala izquierda. Recibió el apoyo de liberales, principalmente blancos de origen anglosajón, debido a que las leyes del apartheid concedían el derecho a pertenecer a organizaciones políticas únicamente a los blancos. El PFP fue ridiculizado por los sectores más derechistas del régimen.
Su primera cita con las urnas fue el mismo año 1977. Liderado por Colin Eglin, el nuevo partido obtuvo el 16,7% de los votos de la minoría blanca con derecho a voto y 17 escaños en la cámara, lo que le convirtió en el principal partido de la oposición. Esto suponía un notable avance con respecto al 5,3% y siete asientos que había obtenido su predecesor, el Partido Progresista en 1974.

## La reforma de P.W. Botha
El nuevo primer ministro, Pieter Willem Botha, impulsó un programa de reformas para mantener el apartheid ampliando su base social concediendo representación política a las minorías mulata y asiática. Tras suprimir el Senado, vio apoyado su programa al ganar de nuevo su Partido Nacional (PN) las elecciones de 1981. Sin embargo, también el PFP incrementó su representación hasta obtener el 19,44% de los votos y 26 parlamentarios, lo que le convirtió en la oposición «oficial». Dirigido por su nuevo líder, Frederik van Zyl Slabbert, el partido se opuso frontalmente al proyecto de Botha de crear dos nuevas cámaras para mulatos y asiáticos excluyendo completamente a la mayoría negra del juego político. Botha organizó un referéndum en 1983 en el que la población blanca debía decidir si apoyaba o no la reforma. El plan contaba con la firme oposición tanto del proscrito Congreso Nacional Africano como del Inkatha de Mangosuto Buthelezi. El PFP propugnó el voto negativo, pero tanto la clase empresarial anglosajona como los líderes de las minorías mulata e india estaban a favor de la reforma, por lo que esta salió adelante.
La reforma de Botha tuvo una consecuencia importante en el panorama político: el sector más ultraconservador del PN, totalmente contrario a la creación de las nuevas cámaras, abandonó el partido y fundó el Partido Conservador. Este conseguiría buena parte del voto afrikáner, desplazaría al PFP del segundo puesto y colocaría al PN en una posición aparentemente centrista. En las elecciones de 1987, el PFP —dirigido nuevamente por Eglin— solo obtuvo el 14,02% de los votos y 19 escaños. Las razones del retroceso progresista son varias: la emigración a otros países —fundamentalmente Australia— le afectaba más que a otros partidos porque tenía más votantes entre los jóvenes, los profesionales y los anglosajones, que eran los que más fácilmente partían; el llamamiento del Frente Democrático Unido a la abstención atrajo a muchos blancos jóvenes; además, el partido perdió a muchas voluntarias debido a la incorporación de la mujer al trabajo.

## Formación del Partido Demócrata
El revés electoral llevó a algunos líderes del Partido a cuestionarse el enfoque y la estrategia del mismo, en especial la situación derivada de que solo los blancos podían ejercer su voto, lo que impedía su crecimiento dado que la inmensa mayoría de ellos votaban al Partido Nacional y al Conservador, ambos con una arraigada base racista. Así, algunos de sus miembros formaron el Nuevo Movimiento Democrático, y en 1989 se fusionaron con otras dos pequeñas formaciones políticas reformistas —el Partido Independiente y el Movimiento Democrático Nacional— para formar el nuevo Partido Demócrata.

## Resultados electorales
|  | 16.95 % |

|  | 19.65 % |

|  | 14.14 % |

a Respecto al resultado obtenido por el Partido Progresista en 1974.